# 南濃町
南濃町（なんのうちょう）は、岐阜県海津郡にあった町。2005年（平成17年）3月28日、平田町・海津町と合併して海津市が発足し、南濃町は廃止された。

## 地理
西側を養老山地、東側を揖斐川にはさまれ南北に細長く広がっている。養老山系を挟んで三重県と接する。
河川
- 揖斐川
- 津屋川

山岳
- 多度山 - 403m。山頂は三重県桑名市。

## 歴史

### 沿革
- 1954年（昭和29年）11月5日 城山町・石津村・養老郡下多度村が合併して南濃町が発足。
- 2005年（平成17年）3月28日 海津町・平田町と合併して海津市が発足。同日南濃町廃止。

## 行政
- 町長：勅使川原文生（2003年6月1日 - 2005年3月28日）

## 教育

### 中学校
- 南濃町立城山中学校
- 南濃町立南濃中学校
- 南濃町立養南中学校

### 小学校
- 南濃町立下多度小学校
- 南濃町立城山小学校
- 南濃町立石津小学校

### 2005年以前に廃校となった学校
- 南濃町立南濃高等学校（1987年廃校）
- 南濃町立城山小学校山崎分校（1964年廃校）

## 交通

### 鉄道
- 養老鉄道
  - 養老線：美濃松山駅 - 石津駅 - 美濃山崎駅 - 駒野駅 - 美濃津屋駅

### 道路
町内に高速道路はない。
一般国道
- 国道258号

主要地方道
- 岐阜県道1号岐阜南濃線
- 岐阜県道8号津島南濃線
- 岐阜県道25号南濃北勢線
- 岐阜県道56号南濃関ケ原線

一般県道
- 岐阜県道126号養老公園庭田線

道の駅
- 道の駅月見の里 南濃

## 娯楽
- 南濃劇場 - 映画館